# Celle sul Rigo
Celle sul Rigo (già Celle in Val di Paglia) è una frazione del comune italiano di San Casciano dei Bagni, nella provincia di Siena, in Toscana.

## Storia
Il toponimo sarebbe da ricondurre, secondo lo storico Emanuele Repetti, alla presenza di "celle sacre" o "celle vinarie" scavate nelle grotte sottostanti al borgo. La comunità di Celle è documentata sin dal XIII secolo, quando fu a lungo contesa tra i comuni di Siena e quello di Orvieto. Prima possesso degli orvietani, poi passato ai Visconti di Campiglia, divenne dei Salimbeni verso la fine del XIV secolo.
Celle sul Rigo entrò a far parte dello Stato senese nel 1418 e fu comune con proprio statuto approvato nel 1471.

## Monumenti e luoghi d'interesse

### Architetture religiose
- Chiesa di San Paolo Converso
- Chiesa di San Giovanni Battista
- Chiesa di Sant'Elisabetta
- Cappella della Madonna delle Grazie

### Architetture civili
- Torre dell'Orologio
- Pozzo-cisterna